# Graf van de onbekende soldaat (Brussel)

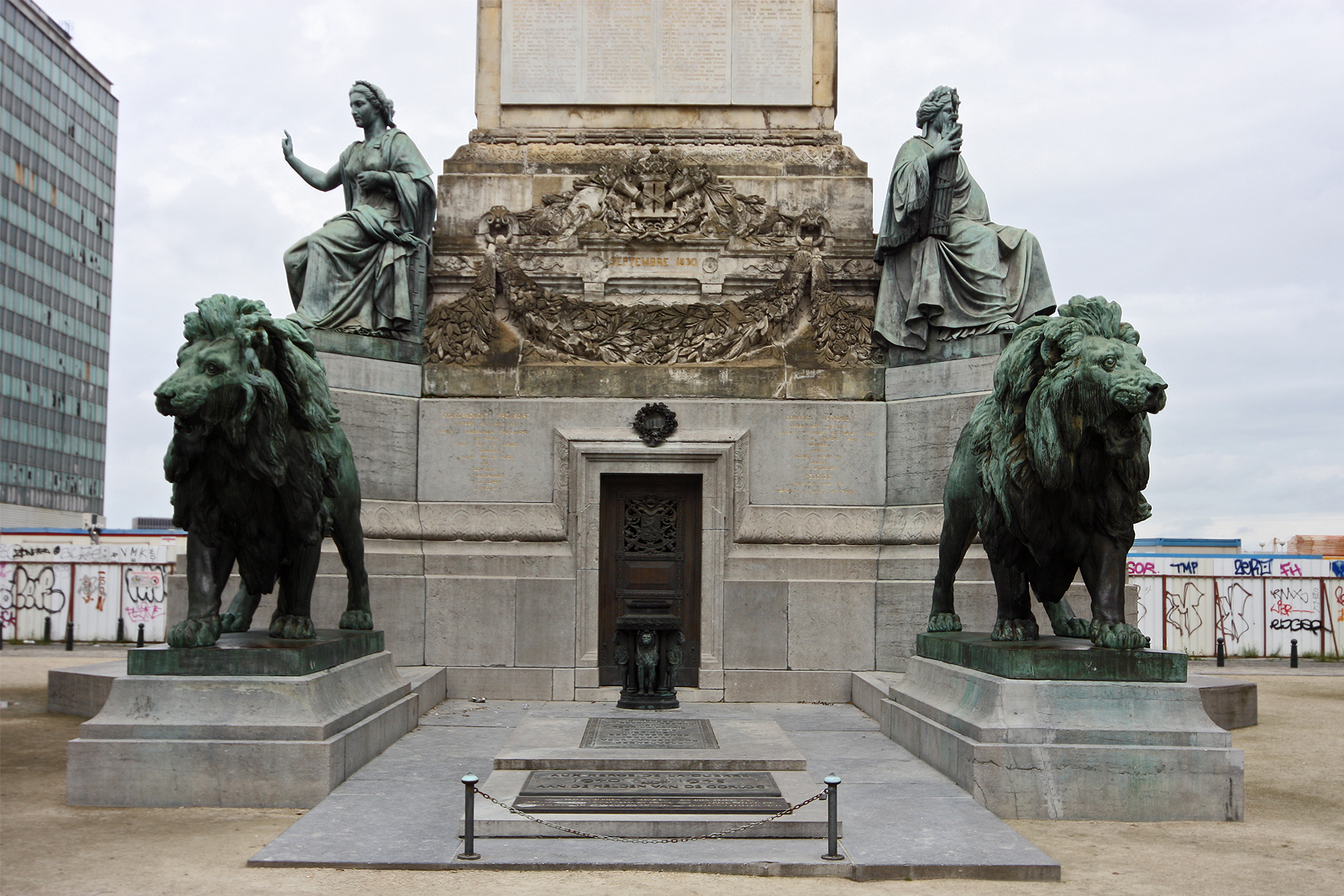
Graf van de onbekende soldaat in Brussel

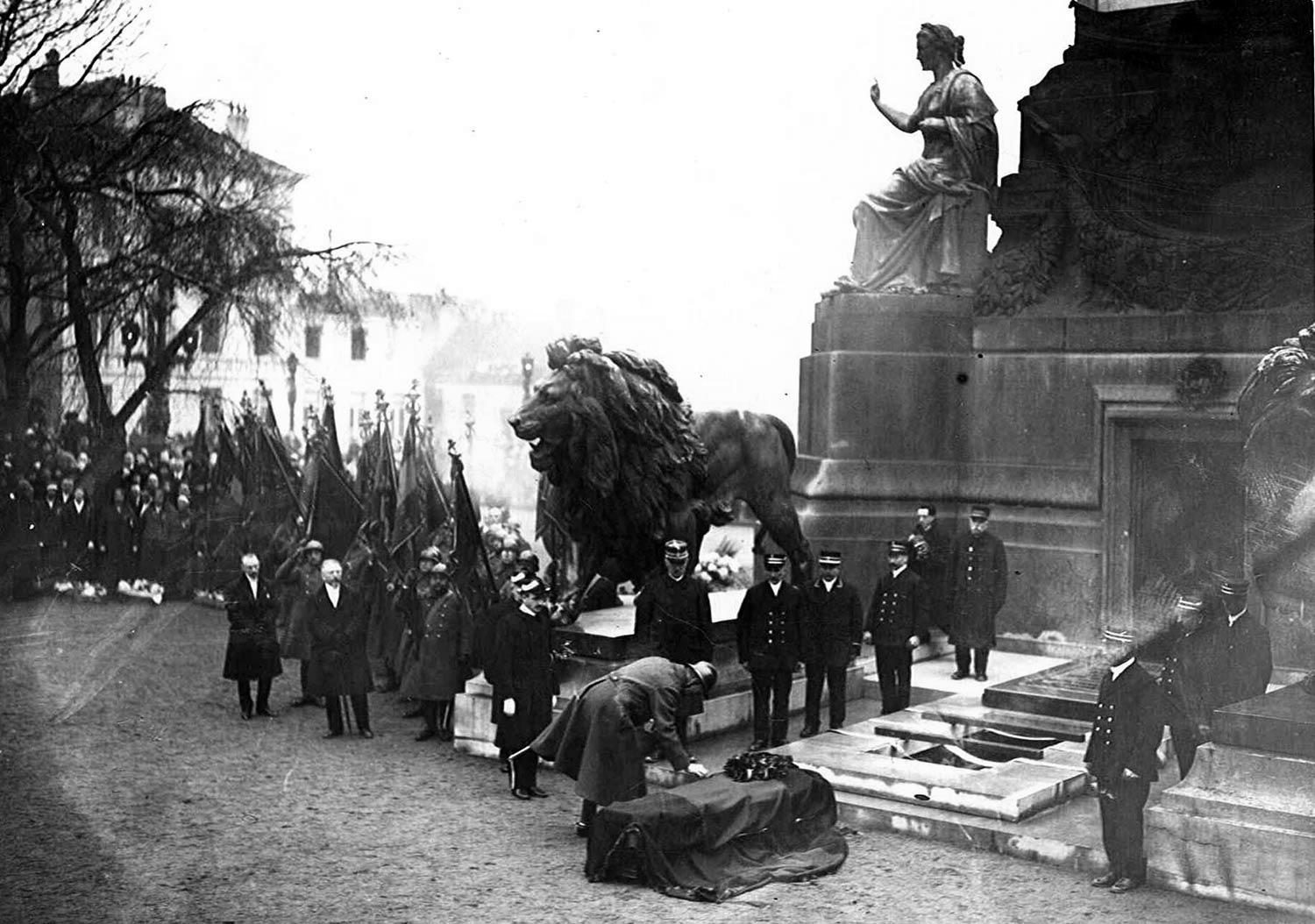
Koning Albert I woont de begrafenisplechtigheid bij, 11 november 1922

Het graf van de onbekende soldaat is een monument in Brussel waar op 11 november 1922 het stoffelijk overschot begraven werd van een onbekende soldaat. Het monument ligt aan de voet van de Congreskolom, deze herdenkt het Nationaal Congres van 1830, dat de Belgische Grondwet bekrachtigde.

## Keuze van de onbekende soldaat
In 1922 werd er op vijf verschillende militaire begraafplaatsen een doodskist opgegraven van een gesneuvelde Belgische militair van wie de naam en de militaire graad onbekend waren. Op die begraafplaatsen waren militairen begraven die gesneuveld waren tijdens de Eerste Wereldoorlog bij gevechten in Antwerpen, Luik, Namen, aan het IJzerfront en in de zone van het bevrijdingsoffensief in Vlaanderen. De vijf lijkkisten werden overgebracht en opgebaard in het spoorwegstation van Brugge.
Op 10 november 1922 werd de Bruggeling en oorlogsinvalide (hij was blind uit de strijd gekomen) Reinold Haesebrouck naar het station gebracht. Generaal Vincent Joseph Ghislain de Longueville vroeg aan de veteraan om een van de vijf kisten aan te duiden. Haesebrouck koos de vierde kist. Vanaf dan was die het symbool voor al diegenen die zich opofferden voor het Belgische Vaderland en begraven liggen onder een naamloos kruis. De overige kisten werden herbegraven op het militair kerkhof van Brugge.
Op 11 november 1922 nam een speciale trein de kostbare vracht mee tot aan het Brusselse Noord-Station, waar de kist op een affuit werd geplaatst. Vandaar ging het naar de Congreskolom. Langsheen het parcours was een erehaag gevormd door oorlogsinvaliden en gedeporteerden. De doodskist werd met alle eer en in het bijzijn van de koninklijke familie begraven in de grafkelder juist voor de Congreskolom. Koning Albert I sprak tijdens de ceremonie onder meer deze woorden:
Het is van geen belang te weten of hij burger, werkman of landbouwer, Vlaming of Waal is; wij brengen hem hulde omdat hij in onze ogen de blijvende eigenschappen van ons ras vertegenwoordigt, omdat hij een onaantastbaar symbool is van de verdediging van onze vrijheid en eenheid en onafhankelijkheid, en een waarborg voor het onsterfelijk bestaan van ons Vaderland.
Bij staatsbezoeken en tijdens speciale gelegenheden worden er door de koning en zijn hoge gasten bloemen neergelegd.